# Craig Burley
Pour les articles homonymes, voir Burley.
Craig Burley, né le 24 septembre 1971 à Ayr (Écosse), est un footballeur écossais, qui évoluait au poste de milieu de terrain à Chelsea et en équipe d'Écosse. 
Burley a marqué trois buts lors de ses quarante-six sélections avec l'équipe d'Écosse entre 1995 et 2003.

## Biographie
Il a joué au Celtic FC à la fin des années 1990, et également pour les clubs anglais de Chelsea et de Derby County, notamment. Il a remporté la coupe et le championnat d'Écosse en 1998. Il a également disputé la coupe du monde 1998 en France la même année. Actuellement, il est consultant de la chaîne satellite irlandaise Setanta Sports qui diffuse les matchs de la Scottish Premier League. Son oncle est un ancien sélectionneur de l'équipe d'Écosse, George Burley.

## Carrière
- 1989-1997 : Chelsea
- 1997-1999 : Celtic
- 1999-2003 : Derby County
- 2003 : Dundee FC
- 2004 : Preston North End
- 2004 : Walsall

## Palmarès

### En équipe nationale
- 46 sélections et 3 buts avec l'équipe d'Écosse entre 1995 et 2003.

### Avec Chelsea
- Vainqueur de la Coupe d'Angleterre de football  en 1997.

### Avec le Celtic de Glasgow
- Vainqueur du Championnat d'Écosse de football en 1998.
- Vainqueur de la Coupe de la Ligue écossaise de football en 1998.